# Recapitalización
La recapitalización es un término que hace referencia al proceso por el que una empresa aumenta su capital como consecuencia de una mayor necesidad de garantizar su estructura y responder de sus obligaciones a corto o medio plazo. Se realiza generalmente cambiando la propia estructura del capital de la empresa, canjeando bonos o deuda por acciones. Dentro de estas empresas, la recapitalización bancaria hace referencia al mismo proceso en entidades financieras, en donde la estructura precisa también un ajuste, aunque en estos casos es necesario que se acompañe de medidas complementarias que garanticen, en el saneamiento, que el flujo de ingresos no derive en la concesión de créditos sin las debidas garantías.